# مات لوك (لاعب كرة قدم)
مات لوك (بالإنجليزية: Matt Lock)‏ هو مدرب كرة قدم ولاعب كرة قدم بريطاني في مركز الوسط، ولد في 10 مارس 1984 في بارنستيبل ‏ في المملكة المتحدة. لعب مع نادي إكزتر سيتي.